# Ústav religionistiky Filozofické fakulty Masarykovy univerzity
Ústav religionistiky Filozofické fakulty Masarykovy univerzity, sídlící v Brně, je prvním po roce 1989 vzniknuvším religionistickým pracovištěm na území České republiky. Kromě pedagogické činnosti se zabývá také činností vědeckovýzkumnou a udržuje kontakty s dalšími religionistickými pracovišti ve světě i mezinárodními religionistickými institucemi.

## Historie
Ústav religionistiky byl založen roku 1991 jako společné pracoviště Filozofického ústavu Akademie věd ČR a Filozofické fakulty Masarykovy univerzity v Brně. Institucionální součástí Filozofické fakulty MU se statutem samostatného pracoviště je od roku 1993. V podzimním semestru akademického roku 1992/1993 byla Ústavem religionistiky Filozofické fakulty Masarykovy univerzity poprvé v polistopadové historii České republiky zahájena výuka oboru věda o náboženství – religionistika. Šlo zároveň o první krok k institucionalizaci religionistiky v rámci českého vysokého školství, neboť zde organizovaná univerzitní výuka oboru religionistika chyběla.
Na tomto ústavu vznikla záhy též redakce od roku 1993 vydávaného českého vědeckého religionistického časopisu Religio: Revue pro religionistiku, který vydává vědecká společnost Česká společnost pro religionistiku (vzniklá roku 1990). Její kancelář sídlí taktéž na Ústavu religionistiky FF MU.
Prostřednictvím ÚR a díky práci jeho absolventů vznikla na Masarykově univerzitě japanologické a sinologické pracoviště.
Ústav religionistiky FF MU měl od 90. let, a má nadále, nadstandardně těsné a přátelské vztahy s Katedrou porovnávacej religionistiky na Univerzitě Komenského v Bratislavě.

## Studium a jeho stupně, udílení titulů a akademických hodností
Ústav religionistiky Filozofické fakulty Masarykovy univerzity aktuálně nabízí tříletý bakalářský studijní program, dvouletý navazující magisterský studijní program a čtyřletý doktorský studijní program oboru religionistika. Ten do Brna ročně přivádí studenty z celé České republiky, Slovenska, i dalších zahraničích zemí. Ústav religionistiky disponuje také akreditací rigorózního řízení (udílení titulu PhDr.) a habilitačního řízení (udílení titulů docent) v oboru religionistika. V oboru není zatím možné jmenovat profesory. 

## Organizační struktura a pracovníci
Vedoucími ústavu religionistiky byli postupně Dalibor Papoušek (1993-), Dušan Lužný (-2005), David Václavík (2005-2011) a Aleš Chalupa (2011- ).
V současnosti zde působí docenti – Luboš Bělka (buddhismus – především v Rusku, Burjatsku a Tibetu), David Václavík (sociologie nových náboženských hnutí, současná česká religiozita, teorie a metodologie religionistiky) a David Zbíral (historie středověkého křesťanství, středověké hereze, inkvizice).
Z odborných asistentů starajících se o výuku speciálních i základních kursů a výzkum lze jmenovat Milana Fujdu (náboženství Indie, kvalitativní sociologický výzkum), Dalibora Papouška (judaismus, archeologie a náboženství starověkého Předního Východu), Janu Valtrovou (buddhismus na Západě, křesťanství v Indii, akulturace náboženství v novém prostředí, orientalismus), Dušana Vávru (čínština a náboženství Číny). Vedoucí Ústavu religionistiky, Aleš Chalupa, se odborně zabývá antickými náboženstvími, kognitivní religionistikou, teorií a metodologií religionistiky, Jakub Cigán (metodologie výzkumu a současné křesťanství) a Radek Kundt (dějiny religionistiky a experiment v religionistice).
Ústav religionistiky také spolupracuje s řadou dalších externích vyučujících, vědeckých pracovníků a řešitelů výzkumných projektů. ÚR od 90. let až do svého odchodu do důchodu svou odbornou prací a výukou podporoval věhlasný český odborník na politický islám Miloš Mendel. Dnes v Brně vyučuje kurzy zaměřené na islám jeho skvělý žák Attila Kovacs z partnerského pracoviště v Bratislavě.

## Badatelské oblasti
Ústav religionistiky FF MU rozvíjí tři hlavní směry studia náboženství.
Prvním je historická religionistika s důrazem na mezioborové pojetí výuky a výzkumu. Oblasti zájmu zahrnují římské náboženství, šíření náboženských představ a rituálů v antickém Středomoří, rané křesťanství, nekonformní náboženská hnutí středověké Evropy, středověké křesťanské misie v Asii, tibetský a burjatský buddhismus a archivy československých cestovatelů do Asie během 20. století.
Druhým z hlavních přístupů je sociologické a antropologické zkoumání současné religiozity. Výzkumnými oblastmi v tomto přístupu jsou spiritualita bez konfesní příslušnosti, ateismus a odmítavé postoje k náboženství, narativní utváření identity, a dynamiku okouzlení a sakralizace v současnosti v Evropě a Jižní Asii, všední (každodenní) utváření sociálního řádu a zvládání existenciálně mezních situací.
Třetí dominantní linií je kognitivní věda o náboženství, rozvíjená v rámci Laboratoře pro experimentální výzkum náboženství (LEVYNA). Tato linie zkoumá evoluční základy náboženského myšlení a chování: například vztah úzkosti a spontánní ritualizace či komunikační roli rituálu v upevňování skupinové spolupráce. Při laboratorních a terénních experimentech využívá v současnosti tato linie bádání biometrické vybavení HUME Lab, experimentálně orientované výzkumné infrastruktury FF MU.

## Mezinárodní spolupráce
Již od počátku etablování religionistiky v českém akademickém prostředí započatém založením Společnosti pro studium náboženství v roce 1990 (dnes Česká společnost pro religionistiku), z jejíž iniciativy byl později Ústav religionistiky FF MU založen, byl pro vybudování a upevnění nové polistopadové tradice oboru kladen důraz na spolupráci s mezinárodními pracovišti a organizacemi. Z těchto důvodů se ještě téhož roku započalo členstvím tehdy ještě československé Společnosti pro studium náboženství napojení na mezinárodní religionistickou organizaci International Association for the History of Religions (IAHR).
K přípravě studijních programů oboru religionistika přispěli pracovníci religionistických pracovišť zahraničních univerzit s dlouholetou tradicí výuky religionistiky (univerzity Marburg, Burlington, Hannover, Aarhus, Londýn). V minulosti proběhly a stále se připravují přednášky a kursy zahraničních odborníků v oblasti akademického studia náboženství, v rámci nichž byli hosty Ústavu religionistiky např. Jacques Waardenburg, Luther H. Martin, Harvey Whitehouse, E. Thomas Lawson aj.
Studentům je pak nabízeno studium v zahraničí v rámci programů CEEPUS a ERASMUS, díky nimž je možné vycestovat na univerzity v Aarhusu, Amsterdamu, Budapešti, Kaunasu, Lipsku, Vídni, Nijmegenu, Bernu či Bratislavě. Pracovníci Ústavu religionistiky jsou také zapojeni do mezinárodních a mezioborových výzkumných projektů a programů i pedagogických mobilit.
Ústav religionistiky společně s Českou společností pro religionistiku také pravidelně pořádá mezinárodní konference s účastí českých i zahraničních odborníků na různé oblasti akademického studia náboženství.

## Vybrané projekty
Na Ústavu religionistiky FF MU běží řada grantových projektů. Mezi nejvýznamnější patří např. projekty Operačního programu Vzdělávání pro konkurenceschopnost Laboratoř pro experimentální výzkum náboženství (LEVYNA; projekt se zaměřuje na vytvoření interdisciplinárního pracoviště využívající v religionistice přístupy experimentální kognitivní antropologie a psychologie), Generativní historiografie antického Středomoří: Modelování a simulace dynamiky šíření náboženských představ a forem chování (GEHIR), Centrum pro religionistiku a multikulturní edukaci (CERME) nebo Inovace oboru religionistika na Masarykově univerzitě se zaměřením na kulturu Číny a Japonska (Inovace oboru religionistika MU). Pracovníci Ústavu religionistiky jsou řešiteli individuálních výzkumných grantů podporovaných Grantovou agenturou České republiky nebo různých projektů inovací výuky v rámci Fondu rozvoje vysokých škol.

## Religionistická periodika vydávaná za podpory Ústavu religionistiky FF MU
Pod záštitou Ústavu religionistiky FF MU a České společnosti pro religionistiku, která má v prostorách ústavu sídlo, je také vydáván odborný časopis Religio: Revue pro religionistiku. První číslo vyšlo roku 1993. Vychází každoročně ve dvou číslech. Jedná se o mezinárodně recenzovaný odborný časopis, jenž byl zařazen do databází ERIH, Seznamu recenzovaných neimpaktovaných periodik vydávaných v ČR nebo do citační databáze Scopus a od ročníku 19 (2011) je dostupný v elektronické podobě v databázi Academic Search Complete nakladatelství EBSCO.
Za podpory Ústavu religionistiky je Občanským sdružením Sacra vydáván také studentský religionistický časopis Sacra, jenž nabízí českým i zahraničním studentům religionistiky prostor k publikování jejich prvních vědeckých prací.

## Významní absolventi a významné absolventky
Ústav religionistiky za dobu jeho existence absolvovala celá řada významných osobností nejen vědy, ale i byznysu, médií a nevládního sektoru. Mezi nimi například bývalý český ministr školství Ondřej Liška, výzkumnice a koordinátorka projektů NESEHNUTÍ Lucie Čechovská, ředitel oddělení lidských zdrojů skupiny Siemens David Vaněk, redaktorka, režisérka a dramaturgyně Michaela Rozbrojová, sociolog a zakladatel SocioFactoru Daniel Topinka, spisovatelka Lucie Hlavinková, fotograf Adam Dušek, koordinátorka projektů Člověka v tísni Eva Lukášová, významný slovenský odborník na radikální islám Attila Kovacs, ředitelka laboratoře experimentálního výzkumu v humanitních vědách (HUME lab) Eva Kundtová Klocová, výzkumník Oddělení lidské evoluční biologie na Harvardově univerzitě Martin Lang, vypravěčka a lektorka vyprávění a recenzentka knih pro děti Eleonóra Hamar, manažer Filharmonie Brno Pavel Šindelář, učitelka jógy a průvodkyně v Číně, Nepálu a Indii Kateřina Rojková, sinolog Dušan Vávra, indoložka Nora Melniková, sociolog a japanista Jakub Havlíček, japanistka Zuzana Kubovčáková a mnozí další.